# Фридрих I (граф Ферреты)
Фредерик де Монбельяр (фр. Frédéric Ier de Montbéliard, нем. Friedrich I. von Pfirt; ок. 1100 — 1160) — граф Ферреты и Альткирха с 1105 года, из Монбельярского дома.
Сын Тьерри (Дитриха) I, графа Монбельяра, Ферреты, Альткирха и Бара, и его жены Эрментруды Бургундской.
При разделе отцовских владений получил Феррету и Альткирх.
В молодости излечился от паралича благодаря святому Моранду Клюнийскому.
К 12 апреля 1111 года был женат на Петриссе Церинген (ум. 1115), дочери Бертольда II, герцога Церингена. Вероятно, они оба в то время были детьми.
Овдовев, женился на Стефании (Этьенетте) де Водемон, дочери Жерара I, графа де Водемон. От неё сын:
- Луи I (ум. 1190), граф Ферреты.